# 埃弗格林 (科羅拉多州)
埃弗格林（英語：Evergreen）是位於美國科羅拉多州傑佛遜縣的一個人口普查指定地區。

## 地理
埃弗格林的座標為39°38′20″N 105°20′11″W / 39.63889°N 105.33639°W，而該地最高點為海拔高度2201米（即7220英尺）。

## 人口
根據2010年美國人口普查的數據，埃弗格林的面積為30.10平方千米，當中陸地面積為30.00平方千米，而水域面積為0.10平方千米。當地共有人口9038人，而人口密度為每平方千米300人。